# TIGHTROPE (アルバム)
『TIGHTROPE』（タイトロープ）は、1986年にANTHEMがリリースした2枚目のアルバムである。

## 内容
バンドとして初となる外国人プロデューサーを起用して制作され、前作から9ヶ月でリリースされた。
ANTHEMのアルバムの中では比較的福田洋也による作曲が多い。当時バンドの所属事務所社長であった伊藤政則の話によれば、一切の妥協を許さなかったメンバーはケン・ケーシーによるミックスが気に入らなかったようで、ケンを目の前に「ラフミックスの方が音がよかった」と吐き捨て、ケンは泣いていたと述懐している。一方で柴田は正式にレコーディングした音よりも軽く録音したデモ音源の方がバンドサウンドらしさが出ていたと感じた事からケンに対し「デモの方が良かった」とミックスのやり直しを要求したら顔を真っ赤にして怒っていたと述懐している。
本作に収録されている「LIGHT IT UP」と次回作『BOUND TO BREAK』収録の「SHOW MUST GO ON!」はOVA『デビルマン 誕生編』の挿入歌として使用されている。

## リリース変遷
前作同様、発売時にはLPとカセットのフォーマットでのみリリースされた。一ヶ月遅れでCDでも発売され、ボーナス・トラックとして「Back Street Groove」が収録されている。 1999年リリースのリマスター盤ではこのボーナス・トラックは削除されている。 2005年リリースのリマスター盤には「Back Street Groove」に加え、未発表曲「Still I'm In Chain」、『READY TO RIDE』から「Ready To Ride」と「Shed」、『ANTHEM WAYS』から「TIGHTROPE DANCER（Vocal Retake Version）」の計5曲が追加収録された。 2010年リリースのSHM-CD盤、2017年リリースのBlu-spec CD盤ではこのボーナス・トラックは削除されている。

## 収録曲

### LP・カセット
全作詞：坂本英三　全編曲：ANTHEM
1. VICTIM IN YOUR EYES
作曲：福田洋也
2. NIGHT AFTER NIGHT
作曲:柴田直人
3. DEATH TO DEATH
作曲：福田洋也
4. TIGHTROPE DANCER
作曲:柴田直人
5. DRIVING WIRE
作曲：福田洋也
6. FINGER'S ON THE TRIGGER
作曲:柴田直人
7. LIGHT IT UP
作曲：福田洋也
8. BLACK EYED TOUGH
作曲:柴田直人

### CD（86年盤）
1. VICTIM IN YOUR EYES
2. NIGHT AFTER NIGHT
3. DEATH TO DEATH
4. TIGHTROPE DANCER
5. DRIVING WIRE
6. FINGER'S ON THE TRIGGER
7. LIGHT IT UP
8. BACK STREET GROOVE
作曲：福田洋也
9. BLACK EYED TOUGH

### CD（05年リマスター盤）
1. VICTIM IN YOUR EYES
2. NIGHT AFTER NIGHT
3. DEATH TO DEATH
4. TIGHTROPE DANCER
5. DRIVING WIRE
6. FINGER'S ON THE TRIGGER
7. LIGHT IT UP
8. BLACK EYED TOUGH
9. BACK STREET GROOVE
10. STILL I'M IN CHAIN
作曲：福田洋也
11. READY TO RIDE
作曲：福田洋也
12. SHED
作曲：福田洋也
13. TIGHTROPE DANCER (Vocal Retake Version)

## 参加メンバー
- 柴田直人：ベース、作詞、作曲
- 坂本英三：ボーカル、作詞
- 福田洋也：ギター、作曲
- 大内貴雅：ドラム